# Symmacra validaria
Symmacra validaria là một loài bướm đêm trong họ Geometridae.